# Йориссен, Теодор
Теодор Йориссен (нидерл. Theodoor Jorissen; лат. Thomas Theodorus Hendrikus Jorissen; 22 февраля 1833, Утрехт — 1 апреля 1889, Амстердам) — голландский историк.
Окончил университет в Утрехте. С 1865 г. профессор истории и литературы в Атенеуме (впоследствии университет) в Амстердаме.
Первая работа Йориссена — «Абеляр и Элоиза» (нидерл. «Abelard en Heloïse»; Гаага, 1862). Среди других его трудов — биографические очерки о Шарлотте Корде (нидерл. «Charlotte de Corday»; Гронинген, 1864) и Константине Хёйгенсе (нидерл. «Constantijn Huygens, Studien»; Арнем, 1864); Йориссеном также были впервые опубликованы воспоминания Хёйгенса. Исторические труды Йориссена — «К пониманию всеобщей истории» (нидерл. «Over het begrip van algemeene geschiedenis»; Амстердам, 1865); «De omventeling van 1813» (1865—1868); «Napoléon I et le roi de Hollande» (Гаага, 1868); «De ondergang van het Koningrijk Holland» (Арнем, 1871); «De eerste coalitie en de republiek der vereenigde Nederlanden» (Амстердам, 1877).